# Braturad
Braturad – staropolskie imię męskie złożone z członów Bratu- ("bratu", ale też "człowiek bliski, członek wspólnoty rodowej") i -rad ("być zadowolonym, chętnym, cieszyć się"). Mogło zatem oznaczać "ten, który jest pozytywnie nastawiony do ludzi bliskich, do członków rodziny".
Braturad imieniny obchodzi 4 czerwca.